# آلفرد پلی‌سونتون
آلفرد پلی‌سونتون (انگلیسی: Alfred Pleasonton; ۷ ژوئیهٔ ۱۸۲۴ – ۱۷ فوریهٔ ۱۸۹۷) فرد نظامی اهل ایالات متحده آمریکا بود.